# Salvatore Quasimodo
Pour les articles homonymes, voir Quasimodo.
Salvatore Quasimodo, né le 20 août 1901 à Modica, dans la Province de Raguse, en Sicile - mort le 14 juin 1968 à Naples, est un écrivain et poète italien du XXe siècle. Il est lauréat du prix Nobel de littérature en 1959,.

## Biographie
D'origine modeste, le jeune Quasimódo (il accentuera ensuite son nom, à l'italienne, Quasìmodo), un diplôme de physique en poche, vécut à Rome de 1919 à 1926 en y exerçant plusieurs métiers et en publiant ses premiers vers. En 1929, avec l'aide de son beau-frère Vittorini, il s'installe à Florence et fréquente les milieux intellectuels de la capitale toscane, collaborant à l'importante revue Solaria. Sa poésie dite « ermetica » porte la marque de la culture sicilienne traditionnelle, y compris dans sa composante arabe, méditerranéenne plus généralement.  
En 1934, à Milan, il connaît ses premiers succès littéraires ; d'une relation avec la danseuse Maria Cumani naquit leur fils Alessandro. Il collabore avec Zavattini, étudie le grec ancien et remporte un vrai succès avec sa traduction des Lyriques grecs. En 1940, du fait de sa célébrité naissante, il est nommé par le régime professeur de littérature italienne au conservatoire G. Verdi de Milan. En 1945, adhésion éphémère au Parti Communiste Italien. 
Il reçut de nombreux prix littéraires, dont le Viareggio pour La terra impareggiabile (1958), sans réussir jamais à faire l'unanimité parmi les critiques italiens.   
Salvatore Quasimodo a obtenu le prix Nobel de littérature en 1959. Avec Giuseppe Ungaretti et Eugenio Montale, il est l'un des trois ou quatre plus grands poètes italiens du XXe siècle et l’une des grandes figures de l’hermétisme contemporain, un « ermetismo » naturel à l'italienne, émergeant des grands mythes ancestraux de son île, la Sicile,. 
Il est aussi reconnu pour ses traductions du grec (notamment les lyriques et tragiques grecs), du latin (Catulle, Ovide) et de l'anglais (Shakespeare, E. E. Cummings).
Il meurt le 14 juin 1968 d'une hémorragie cérébrale dans une clinique de Naples, après avoir fait un soudain malaise à Amalfi, où il assistait à la remise d'un prix littéraire,.
En 2015, le fils de l'écrivain, Alessandro Quasimodo, décide de vendre aux enchères à Turin la médaille et le diplôme du prix Nobel de son père.

## Œuvres de Quasimodo

### Poésie
- Eaux et terres (Acque e terre. Poesie), Florence, Edizioni di "Solaria", 1930.
- Hautbois submergé (Oboe sommerso), Gênes, Edizioni di "Circoli", 1932.
- Parfum d'eucalyptus et autres poèmes (Odore di eucalyptus ed altri versi), Florence, Antico Fattore, 1933.
- Erato et Apollyon (Erato e Apòllìon), Milan, Scheiwiller, 1936.
- Poèmes (Poesie), Milan, éd. Primi Piani, 1938.
- Et soudain c'est le soir (Ed è subito sera), Milan-Vérone, A. Mondadori, 1942.
- Jour après jour (Giorno dopo giorno), Milan, A. Mondadori, 1947.
- La vie n'est pas un songe (La vita non è sogno), Milan, A. Mondadori, 1949.
- Le Faux et le Vrai Vert (Il falso e vero verde), Milan, Schwarz, 1956.
- La Terre incomparable (La terra impareggiabile), Milan, A. Mondadori, 1958.
- Donner et avoir (Dare e avere. 1959-1965), Milan, A. Mondadori, 1966.

#### en français
- (fr + it) La terre incomparable (trad. Tristan Sauvage, Alain Jouffroy), Paris, Seghers, 1959
- Poèmes (trad. Pericle Patocchi), Mercure de France, 1963
- Poèmes (trad. Michel Costagutto), Draguignan, Unes, 2000
- (fr + it) Et soudain c'est le soir (trad. de l'italien par Patrick Reumaux), Rouen, éd. Élisabeth Brunet, 2005, 234 p. (ISBN 2-910776-13-1)
- Ouvrier des songes (trad. Thierry Gillybœuf), Éditions de la Nerthe, 2007, 74 p. : traduction des 3 recueils Jour après jour (1947), La vie n’est pas un songe (1949) et Le Faux et le Vrai Vert (1956).
- Œuvres poétiques, présentation et traduction de Roland Ladrière, Revue Nunc, Éditions de Corlevour, 2021.

### Essai
- Pétrarque et le Sentiment de solitude (Petrarca e il sentimento della solitudine), Milan, Garotto, 1945.
- Écrits sur le théâtre (Scritti sul teatro), Mondadori, Milan, 1961.

### Traduction
Parmi ses nombreuses traductions : 
- Lyriques grecs (Lirici greci) (1940) : édition de l'ensemble des fragments de Sappho, d'Alcée, d'Anacréon, d'Ibycos, d'Alcman, d'Archiloque, de Simonide de Ceos et de Mimnerme.
- L'Évangile selon saint Jean, traduit du grec, Milan, Gentile, 1945.
- Homère : L'Odyssée (Dall'Odissea), illustration de Carlo Carrà (1946).
- Sophocle : Œdipe roi (1947)
- Euripide : Hécube (Euripide) et Héraclès (Euripide)
- Catulle : Chants (Canti di Catullo) (1945/1955).
- L'Anthologie palatine (Fiore dell'Antologia Palatina) (1958).
- Shakespeare : Roméo et Juliette (1949), Richard III (1950-1952), Macbeth (1952), La Tempête (1956)
- e. e. cummings : Choix de poèmes (Poesie scelte), 1958

## Au cinéma
- Il apparaît dans le film La Notte (1961) d'Antonioni.
- Il a participé à l’écriture du scénario du film Ce monde interdit (Questo mondo proibito) de Fabrizio Gabella (de) en 1963
- Le poème Tu chiami una vita a été mis en musique par Jan Andrzej Pawel Kaczmarek, pour servir d'illustration sonore dans le film Washington Square d'Agnieszka Holland[6].
- Un de ses poèmes a inspiré le titre du film Déjà s'envole la fleur maigre de Paul Meyer

## Hommages
- (17438) Quasimodo, astéroïde nommé en hommage.